# Megalonisos Petalion
Megalonisos Petalion est une île de Grèce, la plus grande de l'archipel des Petalis avec 17,2 km2. Elle appartient au district municipal de Marmari, du dème de Karystos.
L'île, qui était peuplée d'une cinquantaine d'habitants dans les années 1940, est inhabitée depuis les années 1990. Son point culminant a 371 mètres d'altitude et se trouve dans le centre de l'île.
L'île est une propriété privée, la plus grande partie appartient aux descendants de l'armateur grec Maris Embirikos (el), qui l'avait achetée à la famille royale de Grèce en 1915. La partie restante, la plus petite, appartient à la fille de Pablo Picasso.